# Caradrina expansa
Caradrina expansa là một loài bướm đêm trong họ Noctuidae.